# Boris Timofejewitsch Wladimirow
Boris Timofejewitsch Wladimirow (russisch Борис Тимофеевич Владимиров; englische Transkription: Boris Timofeyevich Vladimirov; * 17. Mai 1929 in Brodki, Oblast Smolensk; † 1999 in Sankt Petersburg) war ein sowjetischer Schachspieler.

## Leben
Sein Trainer im Leningrader Pionierpalast war Wladimir Sak. 1951 teilte Wladimirow mit Anatoli Lutikow den zweiten Platz in einem Turnier der Leningrader Jugend. Er nahm als Vertreter der Oblast Leningrad an russischen Einzelmeisterschaften teil. 1955 belegte er in Leningrad den fünften Platz, nach zwei Jahren wurde er hinter Raschid Neschmetdinow geteilter Zweiter in Krasnodar. Seit 1957 trug er den Titel Meister des Sports der UdSSR. 1961 gewann er das Wetscherni Leningrad-Blitzturnier.
In der Leningrader Meisterschaft 1961, die als Halbfinale der sowjetischen Meisterschaft ausgetragen wurde, teilte er den dritten Platz hinter Boris Spasski und Mark Taimanow und wurde anschließend im Stichkampf mit 3 Punkten aus 4 erfolgreich. Im Finale der XXIX. Meisterschaft der UdSSR in Baku 1961 teilte er den Platz 14. 1963 gewann er die Meisterschaft von Leningrad. Im selben Jahr wurde er geteilter Vierter im Halbfinale der sowjetischen Meisterschaft in Moskau. Diesmal konnte er sich im Stichkampf gegen Alexander Sacharow und Anatoly Bannik nicht durchsetzen. Mit Trud nahm Wladimirow am Mannschaftspokal der Sportvereinigungen 1961 in Moskau teil. Dreimal spielte er mit der Leningrader Auswahl bei der sowjetischen Mannschaftsmeisterschaft und holte 1962 in Leningrad das Gold.
1964 verlieh ihm die FIDE den Titel Internationaler Meister, die Norm dafür erspielte er sich mit Übererfüllung beim Turnier des Zentralen Schachklubs der UdSSR 1963 in Moskau. Weitere internationale Wettbewerbe mit seiner Beteiligung waren das Tschigorin-Memorial 1966 in Sotschi, das Turnier anlässlich des 50. Jahrestages der Oktoberrevolution 1967 in Leningrad, das I. internationale Turnier in Dubna 1971 und das II. Moskauer Schachfestival 1983 in Moskau/Leningrad. In diesen Turnieren landete er immer im Mittelfeld und konnte eine GM-Norm nicht erfüllen. Seine Partien gegen Zbigniew Doda (1967) und N. Gawrilow (1971) wurden mit dem Schönheitspreis ausgezeichnet.
Wladimirow, ein ausgebildeter Jurist, war Trainer der Schachsektion an der Leningrader Staatlichen Schdanow-Universität und einer der Moderatoren der Fernsehsendung Schachmaty. Er blieb bis in die 1990er Jahre schachlich aktiv. In der russischen Senioren-Meisterschaft 1995 in Opalicha erzielte er 5,5 Punkte aus 9. Eines seiner letzten Turniere war die Stadtmeisterschaft von Sankt Petersburg 1997.
Wladimirow erreichte im Januar 1979 seine höchste Elo-Zahl von 2465, vor Einführung der Elo-Zahlen erreichte er seine beste historische Elo-Zahl von 2632 im Januar 1965, damit lag er auf Platz 34 der Weltrangliste.